# Mathias Hove Johansen
Mathias Hove Johansen (* 27. September 1998 in Stavanger) ist ein norwegischer Leichtathlet, der sich auf den Sprint spezialisiert hat.

## Sportliche Laufbahn
Erste internationale Erfahrungen sammelte Mathias Hove Johansen im Jahr 2015, als er bei den Jugendweltmeisterschaften in Cali im 200-Meter-Lauf mit 22,05 s in der ersten Runde ausschied und auch mit der gemischten 4-mal-400-Meter-Staffel in 3:32,95 min nicht das Finale erreichte. Im Jahr darauf erreichte er bei den U20-Weltmeisterschaften in Bydgoszcz über 200 Meter das Halbfinale und schied dort mit 21,19 s aus, wie auch bei den U20-Europameisterschaften im Jahr darauf in Grosseto mit 21,57 s. 2019 wurde er bei den U23-Europameisterschaften in Gävle in 21,38 s Achter. 2021 startete er im 60-Meter-Lauf bei den Halleneuropameisterschaften in Toruń und schied dort mit neuer Bestleistung von 6,73 s im Vorlauf aus und im Jahr darauf kam er bei den Europameisterschaften in München mit 20,89 s ebenfalls nicht über die erste Runde hinaus. 2023 wurde er bei der 1. Liga der Team-Europameisterschaft im Rahmen der Europaspiele in Chorzów in 21,27 s Sechster im B-Lauf über 200 Meter und wurde mit der 4-mal-100-Meter-Staffel disqualifiziert.
In den Jahren 2019 und 2020 wurde Johansen norwegischer Meister im 200-Meter-Lauf im Freien sowie 2018 und 2020 und 2022 und 2024 auch in der Halle.

## Persönliche Bestleistungen
- 100 Meter: 10,39 s (+1,9 m/s), 26. Juni 2021 in Kuortane
  - 60 Meter (Halle): 6,73 s, 6. März 2021 in Toruń
- 200 Meter: 20,68 s (−0,1 m/s), 6. August 2021 in Jessheim
  - 200 Meter (Halle): 21,08 s, 21. Januar 2022 in Bærum